# Polacca
Polacca és una àrea no incorporada dels Estats Units al comtat de Navajo l'estat d'Arizona. Està situat a la reserva Hopi.

## Geografia
Polacca està situada al llarg de la carretera estatal d'Arizona 264 a 12,1 km al nord-est del poblat hopi de Second Mesa. Polacca té una oficina postal amb codi ZIP 86042.

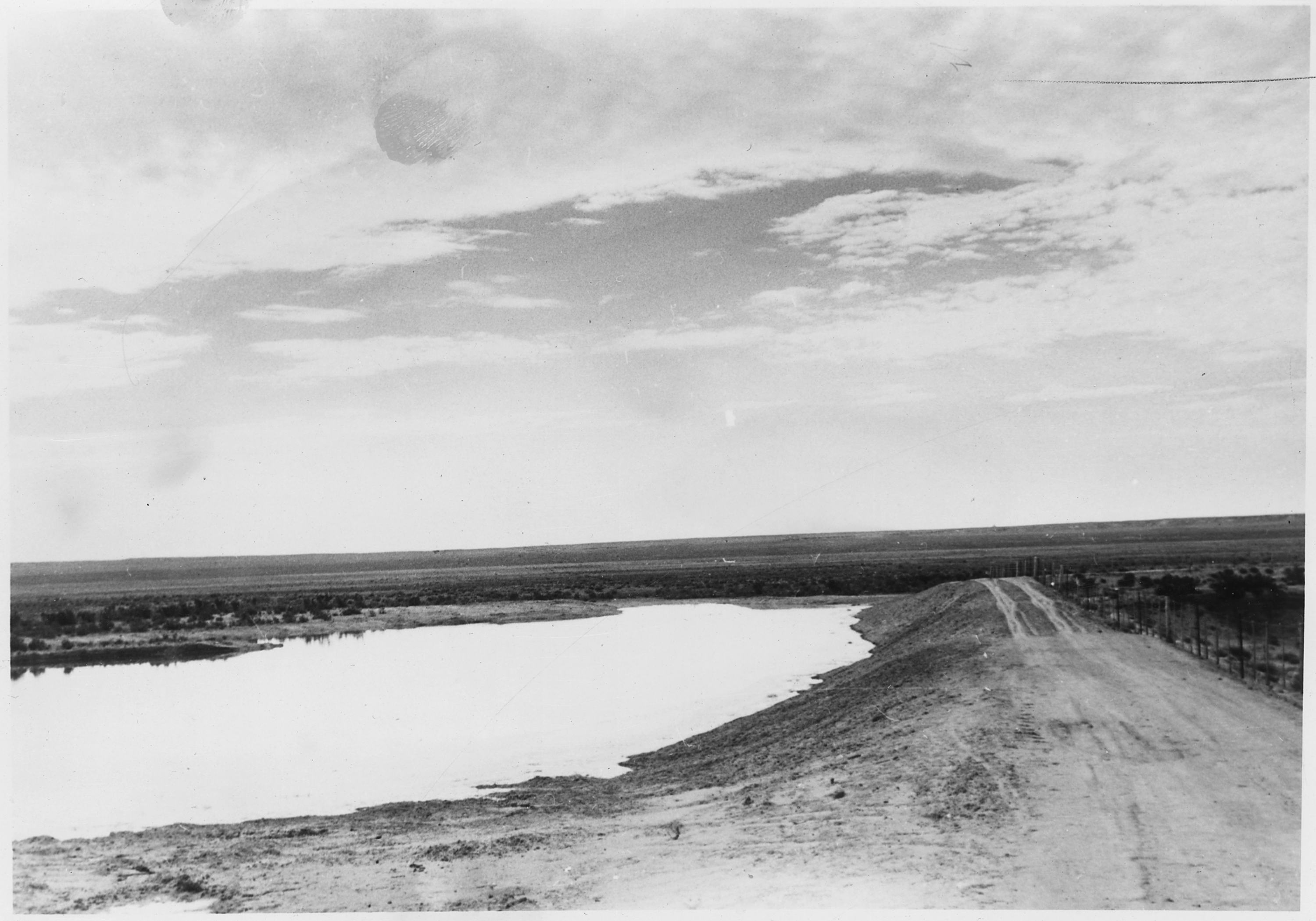
Pollacca Dam següent encreuament de Wepo i Polacca (1950s).

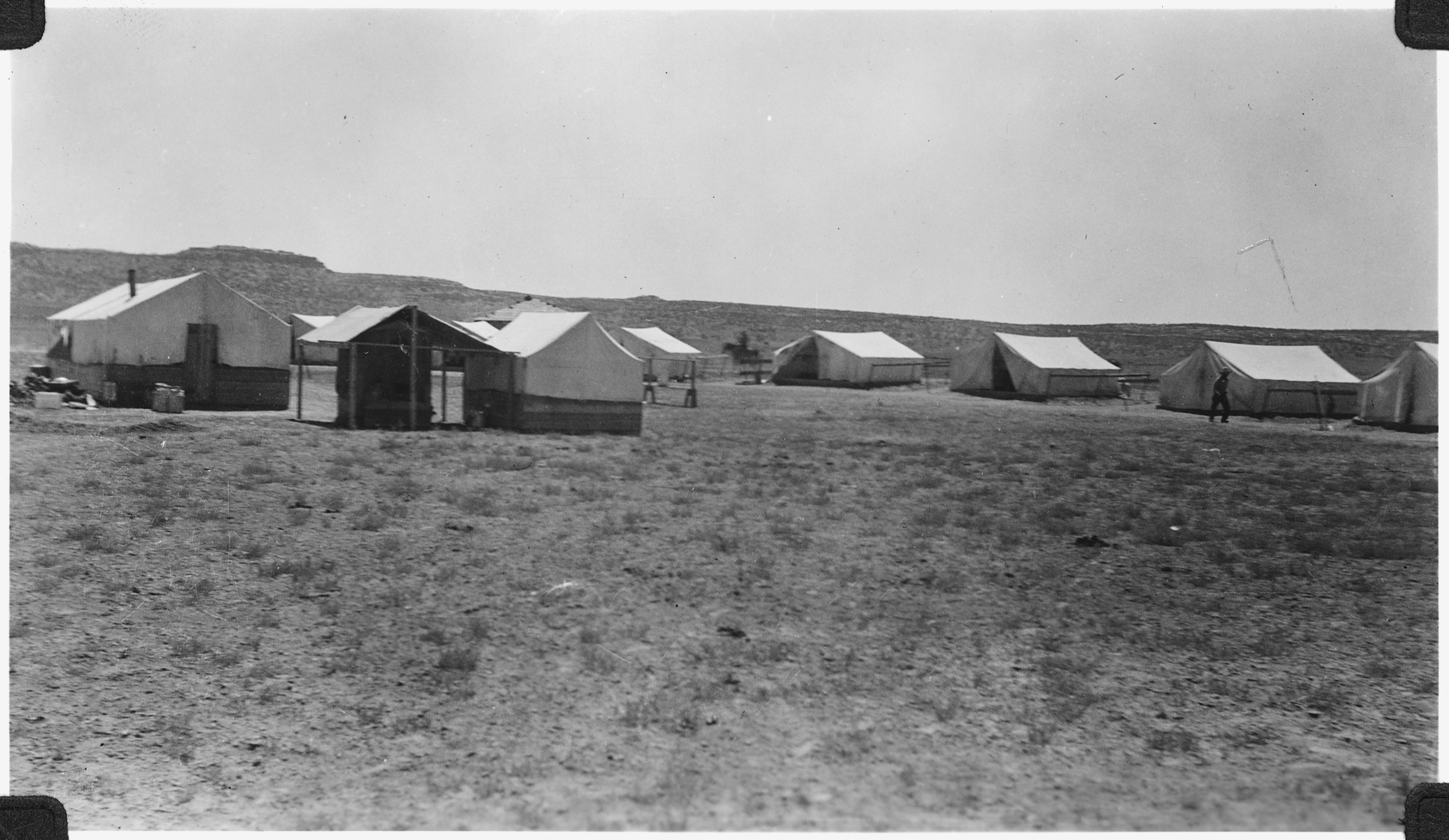
Camp a Polacca Canyon (1950s).

## Història i cultura
La comunitat rep el seu nom del terrissaire tewa Thomas Polacca (1935—2003). Era net del reconegut terrissaire hopi Nampeyo (m. 1942), des del Pueblo Tewa fins al hopi First Mesa. El seu treball ha desenvolupat un profund talla d'estil policromat. Es tracta de la col·lecció permanent del Heard Museum.
El Centre Polacca Head Start està actiu en la revitalització de llengua hopi. Els seus Shooting Stars Hopi Lavayi Radio Project retransmet per a estudiants en dialecte de First Mesa a KUYI, 88.1 FM.